# Hirpicium gorterioides
Hirpicium gorterioides là một loài thực vật có hoa trong họ Cúc. Loài này được (Oliv. & Hiern) Roessler mô tả khoa học đầu tiên năm 1959.